# Вотсон (Минесота)
Вотсон (енгл. Watson) град је у америчкој савезној држави Минесота.

## Демографија
По попису из 2010. године број становника је 205, што је 4 (-1,9%) становника мање него 2000. године.
| Група             | 2000.       | 2010.       |
| Белци             | 200 (95,7%) | 201 (98,0%) |
| Афроамериканци    | 0 (0,0%)    | 0 (0,0%)    |
| Азијати           | 2 (1,0%)    | 0 (0,0%)    |
| Хиспаноамериканци | 7 (3,3%)    | 3 (1,5%)    |
| Укупно            | 209         | 205         |